# Cable submarino

1. Polietileno.
2. Cinta de tereftalato de polietileno.
3. Alambres de acero trenzado.
4. Barrera de aluminio resistente al agua.
5. Policarbonato.
6. Tubo de cobre o aluminio.
7. Vaselina.
8. Fibras ópticas.

Un cable submarino o interoceánico es aquel cable de cobre o fibra óptica instalado sobre el lecho marino y destinado fundamentalmente a servicios de telecomunicación.
No obstante, también existen cables submarinos destinados al transporte de energía eléctrica, aunque en este caso las distancias cubiertas suelen ser relativamente pequeñas y además van insertados dentro de una tubería especial para evitar riesgos al contacto con el agua ya que maneja altas potencias. 
Actualmente los cables submarinos de fibra óptica son la base de la red mundial de telecomunicaciones. El cable submarino se muestra como una solución robusta y eficaz, por la resistencia ante inclemencias meteorológicas, menor latencia, y mayor ancho de banda que la comunicación por satélite, todo lo cual lo posiciona como una infraestructura más fiable y de mayor capacidad, una vez instalada y probada. 
La comunicación vía satélite quedó relegada desde la década de 1990 a la transmisión de eventos deportivos y/o culturales específicos, la comunicación de sitios extremadamente remotos, y la navegación marítima / aeronáutica. Se aprovecha la flexibilidad de poder "subir al satélite" en forma instantánea allí donde la "pisada" del satélite lo permita, e incluso moverse sin perder la conectividad, algo que el cable no puede dar. 

## Historia
En lo relativo al servicio de telecomunicación los primeros cables, destinados al servicio telegráfico, estaban formados por hilos de cobre recubiertos de un material aislante. Ya en 1845 se realizaban en Portsmouth ensayos de cables submarinos aunque no se conseguía aún la suficiente fiabilidad. La invención de un aislante resistente al agua denominado gutapercha, desarrollado en 1847 por el alemán Werner von Siemens, le permitió a la Submarine Telegraph Co. tender, en 1852, el primer cable submarino que unía el Reino Unido y Francia a través del Canal de la Mancha. Si bien fue cortado por unos pescadores al poco tiempo de instalado, este hito probó que el cable submarino funcionaba y desató una carrera sin freno por su desarrollo en el mundo. 
Entre 1852 y 1854 se realizaron diferentes tendidos entre Irlanda y Escocia, entre Gales e Irlanda, entre Córcega y Cerdeña, entre Suecia y Dinamarca y varios otros tendidos pequeños (menos de 25 millas náuticas generalmente). Algunos funcionaron bien y otros no tanto, pero todos estos trabajos permitieron ganar experiencia sobre el tendido y la durabilidad de los materiales.

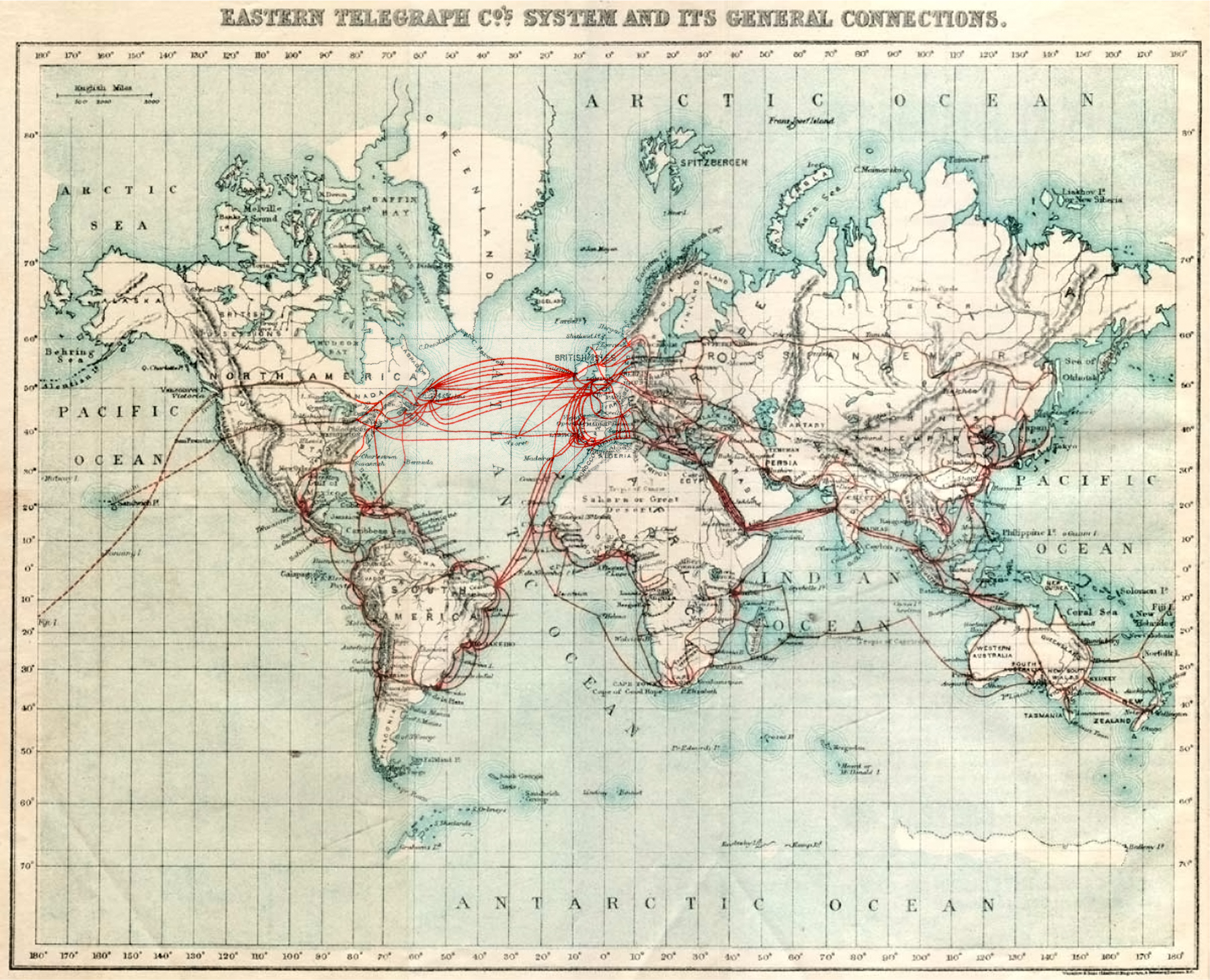
La red de Eastern Telegraph Company en 1901. Las líneas de puntos a lo largo del Pacífico indican los cables planeados en ese momento tendidos en 1902–03.

En 1855 se aprobó el proyecto para tender el  primer cable transatlántico, que quedó fuera de servicio en poco tiempo. En 1865 se puso en marcha el segundo proyecto. Se empleó para ello el mayor barco existente en ese entonces, el Great Eastern. Este cable no llegó a funcionar hasta 1866 y unía Irlanda y Terranova. En 1868 se instaló finalmente un cable que atravesaba el océano Atlántico y conectaba Irlanda con Canadá. Este cable optimizaba enormemente la comunicación entre Estados Unidos y Gran Bretaña y reducía drásticamente el tiempo en que los mensajes podían llegar a su destino: de días (tiempo en que los barcos tardaban en entregar el mensaje en la otra costa) a únicamente horas. Fueron el especialista estadounidense en telégrafos Cyrus West Field y el físico y matemático irlandés William Thomson, más tarde conocido como Lord Kelvin, quienes se aventuraron a instalar este cable en un contexto donde la idea de poder comunicarse a grandes distancias en poco tiempo era aún más importante que la luz eléctrica.
El procedimiento consistió en encontrar dos barcos a medio camino y luego transportar cada extremo de cable a cada una de las costas, distantes 3000 kilómetros. Hasta entonces, la idea de un cable submarino no era posible debido a que no se contaba con un material lo suficientemente resistente. Con la implementación de la gutapercha, material obtenido de la savia de algunos árboles, pudo cubrirse el cable lo suficiente como para permitir conexiones subacuáticas. Si bien el primer intento fue un fracaso, después de la instalación exitosa en el Canal de la Mancha pronto tomó fama en Europa y se instaló en diferentes naciones. Se lograron conexiones importantes en el mar Mediterráneo y en el mar Negro. Se estima que en 1855 ya había instalados por lo menos veinticinco cables submarinos. Esto fue lo que permitió a Field y Thomson intentar conectar sus dos naciones, que en aquel momento su contexto político exigía una mejor manera de mantenerse comunicados. 
Las dificultades de tendido fueron considerables. También las de explotación, debido a las elevadas atenuaciones que sufrían las señales como consecuencia de la capacitancia entre el conductor activo y la toma de tierra y por los problemas de aislamiento. Muchos de estos problemas se debieron al sabotaje de los accionistas de las compañías marítimas, que introducían clavos y perforaban así la capa aislante del cable. Se tuvo que emplear muchos hombres y un trabajo minucioso y a conciencia para poder repararlos. El progreso de este era perjudicial económicamente para las compañías navieras.

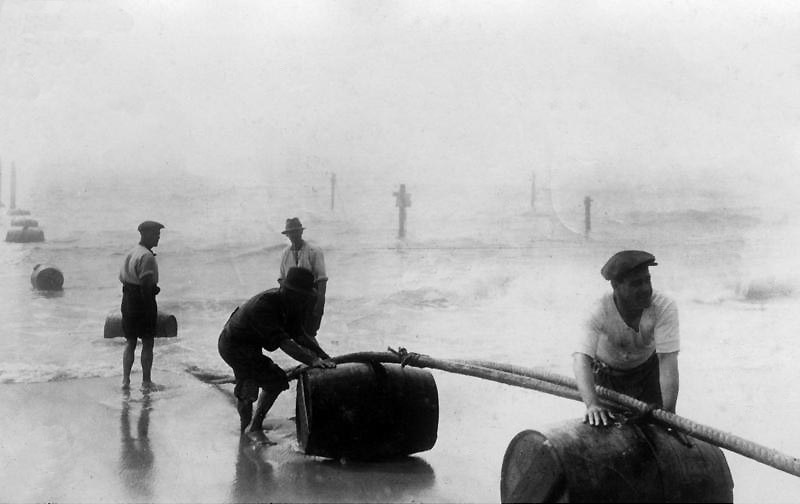
Salida de un cable Italia-EE.UU. (4704 millas náuticas de largo), en Rockaway Beach, Queens, Nueva York, enero de 1925.

Tras el fracaso de esta conexión, varios inversionistas se retiraron del proyecto. Seis años después se volvió a realizar un intento por conectar ambas naciones. 
Ideológicamente, podría decirse que el cable sirvió para la consolidación de la sincronización del mundo occidental entre dos potencias importantes. También sirvió para instaurar la primera gran noción de un mundo completamente conectado. Incluso abrió la puerta para que se siguieran dando pasos en relación con el desarrollo de las conexiones de comunicación, primero para telegrafía y luego de telefonía, dotados de repetidores amplificadores sumergidos, con suministro de energía a través de los mismos conductores utilizados para transmitir la conversación. 
En la década de los 60 se instalaron cables submarinos formados por pares coaxiales que, utilizando multiplexación por división de frecuencia, permitían un elevado número de canales telefónicos analógicos, del orden de 120 a 1800, que para la época era mucho. 
En los 80 comenzaron a popularizarse los cables submarinos de fibra óptica, que utilizan multiplexación por división de longitud de onda, idéntica filosofía pero utilizando esta vez diferentes longitudes de onda de emisores láser. Así, abrieron el camino para la transmisión simultánea de un gran número de señales digitales portadoras de voz, datos, televisión, Internet, etc. con velocidades de transmisión de hasta 1000 Tbit/s.[cita requerida]
A pesar de que el cable era parte de un desarrollo de comunicación, también puede pensarse en todo lo que significó. En un mundo donde la noción de “conectividad” apenas empezaba a esclarecerse y donde la idea de entender a la sociedad a través de una metáfora de red era prácticamente inexistente, hubo quienes se aventuraron a intentar esta gran hazaña.

## Instalación

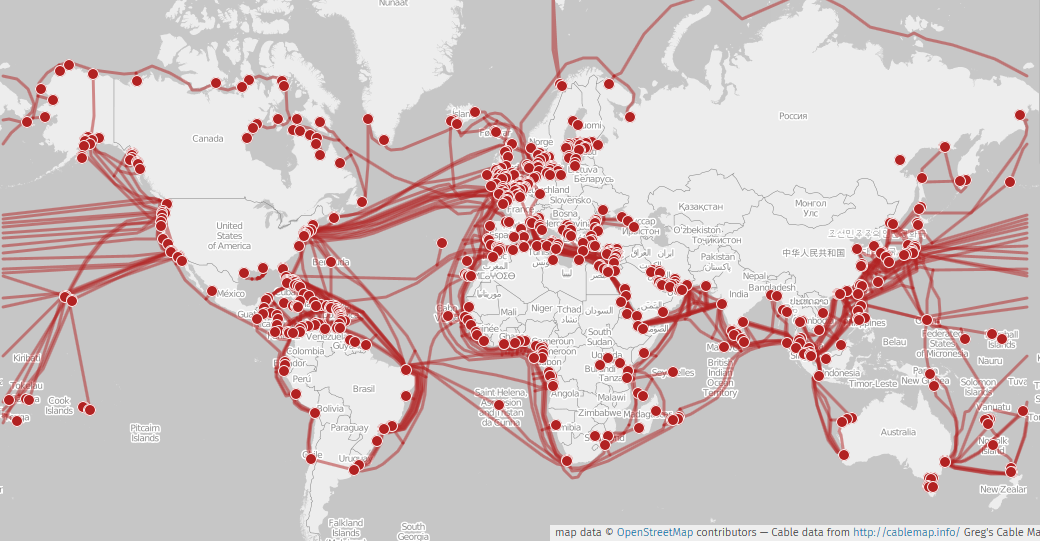
Mapa de cables submarinos en 2015.

Con un elemento similar a una azada pero de gran tamaño, manejada por robots submarinos, se crea un surco donde se posará el cable, surco que posteriormente se cubrirá con arena depositada por la corriente marina. Esto se hace en zonas donde la profundidad es escasa o pudieran aparecer otros riesgos, ya que cuando la profundidad es importante, el cable simplemente queda apoyado en el lecho marino. Lo más difícil es determinar la profundidad del océano.  El lecho marino consta de desniveles, lo que hace que haya zonas conflictivas en condiciones muy diversas para situar los cables. Para ello, se estudian en profundidad las zonas más adecuadas para colocarlos. 
En la fosa de Japón, a una profundidad de 8000 metros, hay un cable submarino. El cable debe ser bastante más largo que la profundidad en el momento de su instalación: el barco está en movimiento mientras coloca el cable y el ángulo que forma desde la zona de mayor profundidad hace que se lleguen a necesitar 16 kilómetros de cable para los 8000 metros de profundidad.

## Características
Los cables en la actualidad no son muy gruesos, pueden alcanzar el tamaño de un brazo humano. Paradójicamente, cuanto mayor es la profundidad, menor es la protección mecánica que se necesita, pues hay una menor probabilidad de que se sufran daños en el cable por anclas, redes de arrastre, u otros. Suelen tener las fibras ópticas en el centro, recubrimientos plásticos, cables de acero para resistencia mecánica, conductores de cobre para alimentación de los repetidores, y una funda exterior de tereftalato de polietileno para aislarlo completamente.

## Capacidad de transmisión de datos
3.840 giga-bits por segundo, es decir 102 discos DVD en esos segundos, esto es posible por la fibra óptica.  Un cable consta de 16 hilos de fibra, por lo tanto se llenan 1700 discos DVD por segundo, por encima de los 60 terabits por segundo.[cita requerida]

## Complicaciones
La reparación de un cable a tanta profundidad es imposible, por lo que se arreglan en la superficie. Se rescatan los extremos dañados con un robot submarino, y se repara, une o soluciona el daño a bordo de buques especiales. No hay muchos barcos que se dediquen a esta labor.
Hay varias razones por la que los cables sufren daños, pero básicamente es por anclas de barcos, redes de pesca, o peces. La fauna marina se puede comer el recubrimiento de los cables (tiburones), atraídos por los campos magnéticos. Afortunadamente los nuevos diseños de cables contemplan este problema y reducen la posibilidad de cortes o complicaciones por estas causas.
Otros casos que se contemplan, son los terremotos.  En 2006 uno con magnitud 7.0 rompió ocho cables en la zona de Taiwán, afectando gravemente a las comunicaciones en China. Un total de once barcos estuvieron 49 días trabajando en la reparación.
En la actualidad se están incorporando sistemas de reconocimiento de movimientos en el fondo oceánico para los posibles terremotos, que puedan derivar en algo más complicado. Se sabe que ahí se originan, por lo cual podemos contar con la velocidad con la que el cable puede avisar de lo que acontece, esto nos da un margen de maniobra muy grande para prevenir situaciones en las ciudades.
En la actualidad los cables no están protegidos por los países.
"Cada año se producen entre 100 y 150 cortes de cables submarinos".[cita requerida]
También se retiran los cables submarinos una vez que han llegado al final de su vida útil para volver a inyectar sus componentes en el ciclo productivo.